# ノーザンダンサー
ノーザンダンサー (Northern Dancer) はカナダの競走馬・種牡馬。1964年にカナダ産馬として初めてケンタッキーダービーを制した。種牡馬としては20世紀で最も成功した一頭であり、その影響は世界中に及んでいる。
カナダの象徴とされ、1965年にはカナダのスポーツ殿堂入りを果たしている。その後、1976年にはカナダとアメリカの両方で競馬の殿堂入りを果たした。『ブラッド・ホース』誌の20世紀の米国サラブレッド競走馬トップ100にランクインしている。
ノーザンダンサーは2歳のとき、カナダのサマーステークスとコロネーションフューチュリティ、ニューヨークのレムセンステークスを制し、カナダチャンピオン2歳牡馬となった。3歳になると、フラミンゴステークス、フロリダダービー、ブルーグラスステークスを制し、ケンタッキー・ダービーの有力候補となった。ノーザンダンサーは、ケンタッキーダービーで記録的な勝利を収めた後、プリークネスステークスを制した。アメリカ三冠のチャンスがあったが、ベルモントステークスで3着に終わった。その後、カナダに戻ったノーザンダンサーは、最後のレースとなったクイーンズプレートを制した。
ノーザンダンサーは、1965年にカナダのオンタリオ州オシャワにあるウィンドフィールズファームで引退し、種牡馬となった。1968年に最初の産駒が競走馬になるとすぐに成功し、イギリスの三冠馬ニジンスキーを筆頭とする2番目の産駒の成功により、ノーザンダンサーの名は国際的に知られるようになった。ノーザンダンサーはウインドフィールズファームのメリーランド支部に移籍し、当時最も注目された種牡馬となった。
種牡馬としては北米の枠を超えて世界レベルで成功、20世紀中最も成功した一頭である。Thoroughbred Timesの調査ではセントサイモンに次ぐ2位の遺伝的影響力を持つと報告された。
サンデーサイレンスのSSと同様に、種牡馬系統を中心にNDと略される事がある。

## 生涯

### 誕生
ノーザンダンサーは、1961年にカナダ・オンタリオ州南部のウインドフィールズファームで生まれた。生産者はビール醸造で一時代を築いた富豪で、当時のカナダ最大手のサラブレッド生産者でもあったエドワード・プランケット・テイラーである。
父のニアークティックはテイラーがニューマーケットで行われたセリ市で落札した繁殖牝馬レディアンジェラが受胎していた馬で、ウインドフィールズファームの最高傑作と呼ばれた。母のナタルマは1958年にテイラーがサラトガで行われた2歳馬のセリ市で35,000ドルで購入した牝馬である。1960年春に骨折のため競走馬を引退して繁殖入りし、6月にニアークティックと交配された。
翌年5月27日、ナタルマは鹿毛の牡馬を出産した。テイラーはこの仔馬を高く評価し25,000ドルという高値で売り出したが、遅生まれの上に小柄であったことが災いして買い手が付かず、テイラーが所有することになった（名義はウインドフィールズファーム）。テイラーは、父ニアークティック（新北区）、母の父ネイティヴダンサー（先住民の踊り子）よりノーザンダンサーという名前をこの馬に付けた。ノーザンダンサーはデビューする頃になっても発育が悪く、体高は最高で15.2ハンド（約154.4cm）にしかならなかった。

### 競走馬時代
1963年、ノーザンダンサーはフォートエリー競馬場のメイドン（未勝利戦）で競走馬としてデビューした。初戦を2着馬に7馬身の着差をつけて優勝するなど、同競馬場で3戦2勝の成績を収めた後にウッドバイン競馬場へと転戦、同競馬場でカナダ最大の2歳戦であるコロネーションフューチュリティを6馬身差で圧勝するなど、3戦2勝の成績を残した。その後グリーンウッド競馬場で1勝したノーザンダンサーはアメリカ合衆国へ移動し、ニューヨーク州のアケダクト競馬場で2戦2勝の成績を挙げた。この年の成績は9戦7勝で、カナダの最優秀2歳馬に選出された。なお、最終戦となった11月のレムゼンステークスの前に発見された裂蹄がレース後悪化し、治療と休養のために気候の温暖なフロリダ州へ移送された。
1964年、ノーザンダンサー陣営は戦いの場をアメリカに設定した。2月10日の復帰初戦は敗れたがその後は連勝を重ねフロリダダービー、ブルーグラスステークスなどのプレップレースを優勝。2番人気でアメリカ三冠競走第1戦のケンタッキーダービーに出走。レース半ばで先頭に立つと、1番人気ヒルライズの追撃をクビ差凌いで優勝した。優勝タイムの2分フラットは当時のレースレコードであった。続いて三冠第2戦のプリークネスステークスに出走。ここでも人気は2番人気であったが、2、3番手を進み直線の前で先頭に立つレース運びで2着馬に2馬身1/4の着差をつけ優勝。二冠を達成した。この年のベルモントパーク競馬場は工事中であったため、アメリカ三冠のかかったベルモントステークスはアケダクト競馬場にて行われた。このレースで1番人気に支持されたノーザンダンサーは最後の直線で伸びあぐね、優勝したクァドラングルから6馬身差の3着に敗れた。
ベルモントステークス出走後、ノーザンダンサーはカナダへ凱旋し、クイーンズプレート（カナダにおけるダービーに相当）に出走。2着馬に7馬身半の着差をつけて優勝した。陣営は次の目標をアメリカのトラヴァーズステークスに据えたが、調教中に左前肢に屈腱炎を発症していることが判明し、引退を決断した。この年のノーザンダンサーの成績は9戦7勝で、満票でカナダの年度代表馬に、そしてアメリカでも最優秀3歳牡馬に選出された。

### 種牡馬時代
ノーザンダンサーが生まれた1961年は、日本ではシンザン、アメリカではレイズアネイティヴが生まれた年でもある。当時の競馬界はナスルーラ系、セントサイモン系、ハイペリオン系等が勢力を競っていた状態で絶対的な主流は存在せず、ノーザンダンサーの父ニアークティックも主流の一角ネアルコ系の枝の一つにすぎなかった。
引退後ノーザンダンサーは種牡馬となり、4年間ウインドフィールズファームで繋養された。初年度種付料は1万ドルであった。ノーザンダンサーはカナダのみならずアメリカの生産者からも高い人気を集め、1969年にウインドフィールズファームからメリーランド州にある、テイラーがアメリカで出走する所有馬の調教のために作った牧場（ウインドフィールズファームメリーランド支場）へと移動した。
ノーザンダンサーは2年目の産駒から、イギリスクラシック三冠馬となるニジンスキーを送り出し、その後も英愛ダービー優勝馬ザミンストレルなど146頭のステークス競走優勝馬を輩出した。産駒はヨーロッパでの活躍が目立ち、イギリスのリーディングサイアーを4回（1970年、1977年、1983年、1984年）獲得した。アメリカのリーディングサイアーは2度（1971年、1977年）獲得している。さらに産駒の中から種牡馬として成功するものが多く現れると（主要国でリーディングサイアーとなった産駒はサドラーズウェルズを筆頭に9頭。これはセントサイモンの8頭を上回る）、その人気はますます高まった。1970年代後半から続いた種付け料・シンジケート価格・セリ市における2歳馬の取引価格などの高騰の波にも乗り、1984年には2歳産駒のセリ市での落札価格が平均約332万ドルに、1985年には種付け料が公示価格で95万ドル（当時のレートで2億円以上、実際にはこれ以上の価格で取引されたとされる）に達し、ノーザンダンサーバブルと呼べる現象が起こった。絶頂期のノーザンダンサーは「ノーザンダンサーの精液は文字通り金と同じ価値がある」と言われた。日本でもノーザンテーストがリーディングサイアーを10回獲得するなど大きな成功を収め、牡の産駒が種牡馬として次々に輸入された。
ノーザンダンサーは1987年に受胎率が著しく低下したことにより交配シーズン途中で種牡馬を引退し、余生をノーズビュースタリオンステーション（ノーザンダンサーの種牡馬引退後ウインドフィールズファームメリーランドから改称）で過ごした。1990年11月16日早朝、ノーザンダンサーは疝痛を発症して苦しんでいるのが発見され、安楽死の処置がとられた。ノーザンダンサーの遺体はカナダのウインドフィールズファームに埋葬された。1992年7月にはウッドバイン競馬場に銅像が建てられた。

## 種牡馬成績
- 1970,1977,1983,1984年イギリス・アイルランドリーディングサイアー、1971,77年アメリカリーディングサイアー（欧州賞金も加算したブラッドホース統計。ただし、北米集計のみでのサラブレッドデイリータイムズ集計ではドクターフェイガーが1位であり、英語版Wikipediaもドクターフェイガーを1位と扱っている）
- 1991年アメリカリーディングブルードメアサイアー
- 産駒数：635頭
- 出走産駒：511頭
- 勝ち上がり：389頭（61%）
- ステークスウイナー：147頭（23%）

### 主な産駒
| 生年年 | 名前                 | 性別 | 主な勝利 |
| 1966   | Cool Mood            | 牝   | カナディアン・オークス。ウィズアプルーヴァルとタッチゴールドの母の母 |
| 1966   | Dance Act            | 騸   | カナダのハンデ戦チャンピオン(1970, 1971) - ジョッキークラブカップ、ドミニオンデイハンデ、フェアプレイステークス、シーグラムカップ                                                                       |
| 1966   | One for All          | 牡   | カナダの芝馬チャンピオン（1970年） - サンセットハンディキャップ、パンアメリカンハンディキャップ、カナディアンインターナショナル                                                                         |
| 1966   | Viceregal            | 牡   | カナダ年間最優秀馬（1968年） - コロネーション・フューチュリティ、カップ＆ソーサー・ステークス、サマー・ステークス                                                                                       |
| 1967   | ファンフルルーシュ   | 牝   | カナダ年間最優秀馬（1970年） - アラバマステークス、ナタルマステークス、バイソン・シティ・ステークス |
| 1967   | ニジンスキー         | 牡   | イギリスの年度代表馬（1970年） - イギリス三冠、キングジョージ6世＆クイーンエリザベスステークス、アイリッシュダービー、デューハーストステークス、英愛1986年リーディングサイアー                          |
| 1968   | Alma North           | 牝   | コティリオン・ステークス、マッチメーカー・ハンディキャップ |
| 1968   | Lauries Dancer       | 牝   | カナダ年間最優秀馬（1971年） - アラバマ・ステークス、デラウェア・オークス、カナディアン・オークス、バイソン・シティ・ステークス                                                                         |
| 1968   | Minsky               | 牡   | アイルランド最優秀2歳馬(1970年) - ベレスフォード・ステークス、レイルウェイ・ステークス |
| 1969   | リファール           | 牡   | ジャック・ル・マロワ賞、フォレ賞、仏1978,79、米1986年リーディングサイアー |
| 1969   | ナイスダンサー       | 牡   | カナダチャンピオン3歳牡馬（1972年） - ブリーダーズステークス、マニトバダービー |
| 1971   | ノーザンテースト     | 牡   | フォレ賞、日1982-92年リーディングサイアー |
| 1972   | Broadway Dancer      | 牝   | フランス2歳牝馬チャンピオン（1974年）-モルニ賞 |
| 1972   | Dancers Countess     | 牝   | マッチメーカー・ステークス |
| 1974   | Dance in Time        | 牡   | カナダチャンピオン3歳牡馬(1977年) - プリンス・オブ・ウェールズ・ステークス、ブリーダーズ・ステークス |
| 1974   | Giboulee             | 牡   | カナダの古馬チャンピオン（1978年） - ドミニオンデーハンデ、ヴァージルハンデ |
| 1974   | Northernette         | 牝   | カナダの2歳牝馬チャンピオン（1976年）および3歳牝馬チャンピオン（1977年） - マザリンステークス、カナディアンオークス、セレネステークス、アップルブロッサムハンデキャップ、トップフライトハンディキャップ |
| 1974   | ザミンストレル       | 牡   | イギリス年間最優秀馬（1977年） - エプソムダービー、アイリッシュダービー、キングジョージ6世＆クイーンエリザベスステークス、デューハーストステークス                                                      |
| 1975   | トライマイベスト     | 牡   | イギリス・アイルランド最優秀2歳馬（デューハースト・ステークス |
| 1975   | White Star Line      | 牝   | ケンタッキーオークス、デラウェア・オークス、アラバマ・ステークス |
| 1976   | Northern Baby        | 牡   | チャンピオンステークス |
| 1977   | ヌレイエフ           | 牡   | フランスのチャンピオン・マイラー（1980年） - ジェベル賞。2000ギニーでは1着だったが失格となった。 |
| 1978   | ストームバード       | 牡   | イギリスとアイルランドの2歳馬チャンピオン（1980年） - デューハースト・ステークス、ナショナル・ステークス                                                                                                |
| 1979   | Dance Number         | 牝   | ベルデイムステークス 、リズムの母 |
| 1979   | Woodstream           | 牝   | アイルランドの2歳牝馬チャンピオン(1981年) - モイグレアスタッドステークス、チェヴァリーパークステークス                                                                                                  |
| 1980   | Danzatore            | 牡   | アイルランドの2歳牡馬（1982年） - ベレスフォード・ステークス |
| 1980   | Hero's Honor         | 牡   | ボウリンググリーンハンディキャップ、ユナイテッドネイションズハンディキャップ |
| 1980   | Lomond               | 牡   | 2000ギニーステークス |
| 1980   | シャリーフダンサー   | 牡   | アイルランド・ダービー、キング・ジョージ6世＆クイーン・エリザベス・ステークス |
| 1980   | Spit Curl            | 牝   | アラバマ・ステークス |
| 1981   | エルグランセニョール | 牡   | 2歳（1983年）および3歳（1984年）のイギリスチャンピオンの仔馬 - 2000ギニー、アイルランドダービー、デューハーストステークス、ナショナルステークス                                                         |
| 1981   | Northern Trick       | 牝   | フランス3歳牝馬チャンピオン（1984年）-ディアヌ賞、ヴェルメイユ賞 |
| 1981   | サドラーズウェルズ   | 牡   | フランスチャンピオン・マイラー（1984年） - アイリッシュ2000ギニー、エクリプスステークス、アイリッシュチャンピオンステークス、仏1990,93,94,英愛92-2004年リーディングサイアー                             |
| 1981   | セクレト             | 牡   | アイルランドチャンピオンコルト（1984年） - エプソムダービー |
| 1982   | Northern Aspen       | 牝   | ゲームリーハンディキャップ |
| 1983   | Tate Gallery         | 牡   | ナショナル・ステークス |
| 1984   | Ajdal                | 牡   | イギリスおよびフランスのチャンピオンスプリンター（1987年） - デューハースト・ステークス、ジュライカップ、ウィリアム・ヒル・スプリント・チャンピオンシップ、ヴァーノン・スプリント・カップ               |

## 血統

### 血統表
| ノーザンダンサーの血統（ニアークティック系 / Gainsborough4×5=9.38%） | ノーザンダンサーの血統（ニアークティック系 / Gainsborough4×5=9.38%） | ノーザンダンサーの血統（ニアークティック系 / Gainsborough4×5=9.38%） | （血統表の出典）      | （血統表の出典） |
| 父 Nearctic 1954 黒鹿毛 カナダ                                       | 父の父Nearco 1935 黒鹿毛 イタリア                                    | Pharos                                                               | Phalaris              | Phalaris         |
| 父 Nearctic 1954 黒鹿毛 カナダ                                       | 父の父Nearco 1935 黒鹿毛 イタリア                                    | Pharos                                                               | Scapa Flow            |                  |
| 父 Nearctic 1954 黒鹿毛 カナダ                                       | 父の父Nearco 1935 黒鹿毛 イタリア                                    | Nogara                                                               | Havresac              | Havresac         |
| 父 Nearctic 1954 黒鹿毛 カナダ                                       | 父の父Nearco 1935 黒鹿毛 イタリア                                    | Nogara                                                               | Catnip                |                  |
| 父 Nearctic 1954 黒鹿毛 カナダ                                       | 父の母Lady Angela 1944 栗毛 アイルランド                             | Hyperion                                                             | Gainsborough          | Gainsborough     |
| 父 Nearctic 1954 黒鹿毛 カナダ                                       | 父の母Lady Angela 1944 栗毛 アイルランド                             | Hyperion                                                             | Selene                |                  |
| 父 Nearctic 1954 黒鹿毛 カナダ                                       | 父の母Lady Angela 1944 栗毛 アイルランド                             | Sister Sarah                                                         | Abbots Trace          | Abbots Trace     |
| 父 Nearctic 1954 黒鹿毛 カナダ                                       | 父の母Lady Angela 1944 栗毛 アイルランド                             | Sister Sarah                                                         | Sarita                |                  |
| 母 Natalma 1957 鹿毛 アメリカ                                        | 母の父Native Dancer 1950 芦毛 アメリカ                               | Polynesian                                                           | Unbreakable           | Unbreakable      |
| 母 Natalma 1957 鹿毛 アメリカ                                        | 母の父Native Dancer 1950 芦毛 アメリカ                               | Polynesian                                                           | Black Polly           |                  |
| 母 Natalma 1957 鹿毛 アメリカ                                        | 母の父Native Dancer 1950 芦毛 アメリカ                               | Geisha                                                               | Discovery             | Discovery        |
| 母 Natalma 1957 鹿毛 アメリカ                                        | 母の父Native Dancer 1950 芦毛 アメリカ                               | Geisha                                                               | Miyako                |                  |
| 母 Natalma 1957 鹿毛 アメリカ                                        | 母の母Almahmoud 1947 栗毛 アメリカ                                   | Mahmoud                                                              | Blenheim              | Blenheim         |
| 母 Natalma 1957 鹿毛 アメリカ                                        | 母の母Almahmoud 1947 栗毛 アメリカ                                   | Mahmoud                                                              | Mah Mahal             |                  |
| 母 Natalma 1957 鹿毛 アメリカ                                        | 母の母Almahmoud 1947 栗毛 アメリカ                                   | Arbitrator                                                           | Peace Chance          | Peace Chance     |
| 母 Natalma 1957 鹿毛 アメリカ                                        | 母の母Almahmoud 1947 栗毛 アメリカ                                   | Arbitrator                                                           | Mother Goose F-No.2-d |                  |

### 近親
- ノーザンネイティヴ - 全弟。種牡馬として日本へ輸出。
- トランスアランティック - 全弟。種牡馬として日本へ輸出。
- ヘイロー - 祖母アルマームードの孫。
- ファーザーズイメージ - 祖母アルマームードの孫。種牡馬として日本へ輸出。